# Martín Silva
Martín Andrés Silva Leites (Montevideo, Uruguay, 25 de marzo de 1983) es un futbolista uruguayo nacionalizado paraguayo. Juega de arquero en Libertad de la Primera División de Paraguay, equipo del cual es capitán. Fue internacional con la selección de Uruguay.
Fue elegido el mejor arquero de la Copa Libertadores 2013.

## Trayectoria
Se inició en las divisiones inferiores del Defensor Sporting Club. Debutó en la Primera división del fútbol uruguayo el 18-08-2002 frente a Plaza Colonia en el Estadio Luis Franzini. Se destacó por su muy buena participación en la Copa Libertadores en los años 2006 y 2007. Fue uno de los jugadores que más se destacó en el equipo violeta. Además fue uno de los citados por Óscar Washington Tabárez
para formar parte de la selección uruguaya.

### Club Olimpia
En agosto de 2011, Silva llegó a un acuerdo por cinco temporadas con el Club Olimpia de Paraguay. Club con el que se consagraría campeón del Torneo Clausura 2011, siendo uno de los puntales del equipo, con actuaciones sobresalientes en cada uno de los compromisos que disputó, defendiendo los colores de la franja. En la penúltima fecha, el 11 de diciembre de 2012, en el Torneo Clausura convirtió un gol desde el punto penal, lo que le dio la victoria de Olimpia sobre Sol de América, y así marca su primer gol en toda su carrera futbolística.
En el 2013, Silva disputó la Copa Libertadores de América cumpliendo una destacada labor en el pórtico franjeado. El Olimpia llegó a la final del torneo, siendo el arquero uruguayo gran figura en todas las etapas. En dicha final, enfrentó al Atlético Mineiro de Ronaldinho. En el partido de ida jugado en Asunción, la victoria fue para el franjeado por 2-0, ganando por el mismo marcador en la revanca el cuadro brasileño, que se impuso finalmente en la tanda de penales.

### Vasco da Gama
Llega al Vasco da Gama luego de una gran Copa Libertadores siendo uno de los pilares para el ascenso del club anteriormente descendido, paradójicamente el año siguiente luego de una mala campaña el almirante desciende a la Serie B.

### Libertad
En diciembre del año 2018 se confirmó que Martín Silva abandonaría Vasco da Gama para retornar al fútbol paraguayo, esta vez como refuerzo del Club Libertad.
Desde entonces ha tenido una trayectoria muy positiva con el club, siendo incluso destacado como el arquero con más atajadas durante la Copa CONMEBOL Libertadores del 2020.
Finalmente, en diciembre de 2021 se confirmó la permanencia de Martín Silva con el club Libertad por al menos una temporada más.

## Selección nacional
En juveniles, participó en el Campeonato Sudamericano sub-17 de 1999, jugado en Uruguay, logrando el tercer puesto y la clasificación al mundial juvenil disputado en Nueva Zelanda, también fue partícipe del plantel uruguayo del Sudamericano sub-20 de 2001 disputado en Ecuador. Campeonato Sudamericano Sub-20 de 2003 realizado en febrero en Uruguay. El entrenador era Jorge Orosmán Da Silva. La selección uruguaya sub-20 clasificó a la fase final, pero en ella la participación fue mala: obtuvo una sola victoria (contra Ecuador), un empate (contra Argentina) y perdió los otros 3 partidos y quedó eliminada de la Copa Mundial sub-20 de ese mismo año. Martín Silva fue el arquero titular durante todo el campeonato, excepto en el último partido, contra Brasil, en el que fue reemplazado por Sebastián Viera.
Luego de varias citaciones y participaciones en el banco de suplentes, el 12 de agosto de 2009, se produjo su debut en el arco de la selección mayor. Fue con el maestro Óscar Washington Tabárez como director técnico en un amistoso contra Argelia, que terminó en derrota por 1 a 0. Formó parte del plantel de la selección uruguaya que finalizó cuarta en el Mundial de Sudáfrica 2010 y campeona en la Copa América de Argentina 2011, siendo en ambas ocasiones el tercer guardameta detrás de Fernando Muslera y Juan Castillo. No acumuló minutos en dichos certámenes y utilizó el dorsal número 23.
Jugó su segundo partido con la selección uruguaya el 23 de junio de 2013 durante un partido por la Copa de las Confederaciones frente a la selección de Tahití donde fue victoria del conjunto celeste 8 a 0.
El 12 de mayo de 2014 el entrenador de la selección uruguaya, Óscar Washington Tabárez, incluyó a Silva en la lista provisional de 28 jugadores con los que inició la preparación para el Copa Mundial de 2014. Finalmente, Silva fue confirmado en la lista definitiva de 23 jugadores el 31 de mayo.

### Detalles de sus participaciones con la selección nacional
| #  | Rival             | Resultado | Fecha                   | Lugar                | Motivo                    | Entrenador       | Equipo            |
| -- | ----------------- | --------- | ----------------------- | -------------------- | ------------------------- | ---------------- | ----------------- |
| 1  | Argelia           | 0-1       | 12 de agosto de 2009    | Argel, Argelia       | Amistoso                  | Óscar W. Tabárez | Defensor Sporting |
| 2  | Tahití            | 8-0       | 23 de junio de 2013     | Recife, Brasil       | Copa Confederaciones 2013 | Óscar W. Tabárez | Olimpia           |
| 3  | Jordania          | 5-0       | 13 de noviembre de 2013 | Amán, Jordania       | Repechaje Mundial 2014    | Óscar W. Tabárez | Olimpia           |
| 4  | Jordania          | 0-0       | 21 de noviembre de 2013 | Montevideo, Uruguay  | Repechaje Mundial 2014    | Óscar W. Tabárez | Olimpia           |
| 5  | Corea del Sur     | 1-0       | 8 de septiembre de 2014 | Seúl, Corea del Sur  | Amistoso                  | Óscar W. Tabárez | Vasco da Gama     |
| 6  | Omán              | 3-0       | 13 de octubre de 2014   | Mascate, Omán        | Amistoso                  | Óscar W. Tabárez | Vasco da Gama     |
| 7  | Costa Rica        | 0-1       | 8 de septiembre de 2015 | San José, Costa Rica | Amistoso                  | Óscar W. Tabárez | Vasco da Gama     |
| 8  | Trinidad y Tobago | 3-1       | 27 de mayo de 2016      | Montevideo, Uruguay  | Amistoso                  | Óscar W. Tabárez | Vasco da Gama     |
| 9  | Brasil            | 1-4       | 23 de marzo de 2017     | Montevideo, Uruguay  | Eliminatorias 2018        | Óscar W. Tabárez | Vasco da Gama     |
| 10 | Polonia           | 0-0       | 10 de noviembre de 2017 | Varsovia, Polonia    | Amistoso                  | Óscar W. Tabárez | Vasco da Gama     |
| 11 | Austria           | 1-2       | 14 de noviembre de 2017 | Viena, Austria       | Amistoso                  | Óscar W. Tabárez | Vasco da Gama     |

### Participaciones en Copas del Mundo
| Mundial              | Sede      | Resultado        | Partidos |
| -------------------- | --------- | ---------------- | -------- |
| Copa Mundial de 2010 | Sudáfrica | Cuarto lugar     | 0        |
| Copa Mundial de 2014 | Brasil    | Octavos de final | 0        |
| Copa Mundial de 2018 | Rusia     | Cuartos de final | 0        |

### Participaciones en Copa América
| Copa                    | Sede           | Resultado        | Partidos |
| ----------------------- | -------------- | ---------------- | -------- |
| Copa América 2011       | Argentina      | Campeón          | 0        |
| Copa América 2015       | Chile          | Cuartos de final | 0        |
| Copa América Centenario | Estados Unidos | Fase de grupos   | 0        |
| Copa América 2019       | Brasil         | Cuartos de final | 0        |

### Participaciones en Copas Confederaciones
| Copa                      | Sede   | Resultado     | Partidos |
| ------------------------- | ------ | ------------- | -------- |
| Copa Confederaciones 2013 | Brasil | Cuarto puesto | 1        |

## Clubes
| Club              | País     | Año         |
| ----------------- | -------- | ----------- |
| Defensor Sporting | Uruguay  | 2001 - 2011 |
| Olimpia           | Paraguay | 2011 - 2013 |
| Vasco da Gama     | Brasil   | 2014 - 2018 |
| Libertad          | Paraguay | 2019 -      |

## Palmarés

### Campeonatos regionales
| Título             | Club          | Estado         | Año  |
| ------------------ | ------------- | -------------- | ---- |
| Campeonato Carioca | Vasco da Gama | Río de Janeiro | 2015 |
| Taça Guanabara     | Vasco da Gama | Río de Janeiro | 2016 |
| Campeonato Carioca | Vasco da Gama | Río de Janeiro | 2016 |
| Taça Rio           | Vasco da Gama | Río de Janeiro | 2017 |

### Campeonatos nacionales
| Título              | Club              | País     | Año  |
| ------------------- | ----------------- | -------- | ---- |
| Torneo Apertura     | Defensor Sporting | Uruguay  | 2007 |
| Campeonato Uruguayo | Defensor Sporting | Uruguay  | 2008 |
| Torneo Clausura     | Defensor Sporting | Uruguay  | 2009 |
| Torneo Apertura     | Defensor Sporting | Uruguay  | 2010 |
| Torneo Clausura     | Olimpia           | Paraguay | 2011 |
| Copa Paraguay       | Libertad          | Paraguay | 2019 |
| Torneo Apertura     | Libertad          | Paraguay | 2021 |
| Torneo Apertura     | Libertad          | Paraguay | 2022 |
| Torneo Apertura     | Libertad          | Paraguay | 2023 |
| Torneo clausura     | Libertad          | Paraguay | 2023 |
| Copa Paraguay       | Libertad          | Paraguay | 2023 |
| Supercopa Paraguay  | Libertad          | Paraguay | 2023 |
| Torneo Apertura     | Libertad          | Paraguay | 2024 |
| Copa Paraguay       | Libertad          | Paraguay | 2024 |
| Supercopa Paraguay  | Libertad          | Paraguay | 2024 |

### Campeonatos internacionales
| Título       | Equipo               | Sede      | Año  |
| ------------ | -------------------- | --------- | ---- |
| Copa América | Selección de Uruguay | Argentina | 2011 |

Otros logros:
- Subcampeón de la Copa Libertadores 2013 con Olimpia.